# Шахматовка (Оренбургская область)
Шахма́товка — село в Бузулукском районе Оренбургской области России. Административный центр муниципального образования сельского поселения Шахматовский сельсовет.

## Топоним
Первое название — Араповка по фамилии Арапов , которую носитель основатель селения.
Затем село было известно под двойным названием (Араповка и Шахматовка), затем осталось только Шахматовка. Второе название связано си фамилией переселенцев Шахматов. Шахматовы проживают в Шахматовке и в XXI веке.

## География
Расположено на юго-востоке района, на правом берегу реки Ток, к югу от автодороги 53К-0801000, в 20 км от районного центра и ближайшей ж/д станции Бузулука по трассе Бузулук — Грачёвка, в 270 км
от областного центра, города Оренбурга.

## История
Основано казаком-толмачом (переводчиком) Оренбургской губернской канцелярии Матвеем Федоровичем Араповым, 1711 года рождения, по происхождению был крещённым в православие татарином, и со второй половины 30-х годов XVIII века служил переводчиком в комендантской канцелярии Бузулукской крепости. Прекрасно владел казахским, башкирским, татарским, калмыцким языками, знал русскую грамоту. С 1750 года служил переводчиком в Оренбургской губернской канцелярии. Во время боевых действий с Казахской ордой среднего Жуза, прапорщик Арапов спас полковое знамя, за что был пожалован во дворянство. Араповка была им основана, по всей видимости, между 1760 и 1773 годами. Во всяком случае, в 1773 году, Арапову едва удалось уйти отсюда в Казань во время нападения пугачёвцев на его поместье. С января по март 1774 года Арапов служил переводчиком в штабе генерала П. М. Голицына, возглавлявшего корпус карательных войск, посланных на помощь осаждённому Оренбургу. 28 марта 1774 года в районе Бердской слободы Арапов с небольшим отрядом гусар принял бой с конным отрядом пугачёвцев, получил тяжёлое ранение и вскоре умер.
Согласно сведениям 5 переписи 1795 года в Бузулукском уезде было 56 поселений, в том числе Араповка, в коей числилось 2 двора.
В начале XIX века к Араповке подселились государственные крестьяне из Курской, Орловской и Тамбовской губерний.
В 1827 году построена церковь во имя Архистратига Михаила.
В 1965 году бузулукская спортсменка Тамара Ларина совершила скоростной беспосадочный перелёт на вертолёте Ми-1 из украинского города Сумы до села Шахматовки, установив мировой рекорд Международной авиационной федерации.

## Население
| 2003 | 2010 |
| ---- | ---- |
| 659  | ↘647 |

## Инфраструктура
Личное подсобное хозяйство с зоной сельскохозяйственного использования, индивидуальная застройка усадебного типа.

### Учреждения социальной сферы
- Муниципальное образовательное бюджетное учреждение «Шахматовская основная общеобразовательная школа».
- Муниципальное дошкольное бюджетное учреждение детский сад «Улыбка».
- УФПС Оренбургской области филиал ФГУП «Почта России»".
- Фельдшерско-акушерский пункт.
- МБУК «Бузулукская централизованная районная библиотечная система», филиал № 37.

## Достопримечательности
- Памятник воинам-землякам, погибшим в годы Гражданской и ВОВ.

## Транспорт
Остановка общественного транспорта «Шахматовка».